# Ferienpark
Ein Ferienpark ist eine touristische Einrichtung, die den Charakter eines eigenen Dorfes hat.

## Typen von Feriengroßprojekten
Feriengroßprojekte lassen sich in verschiedene Kategorien unterteilen:
- Feriendörfer, die zu einem Großteil aus Einzel- oder Doppelbungalows bestehen und über keine nennenswerten Freizeiteinrichtungen verfügen.
- Appartementanlagen mit vollausgestatteten Wohneinheiten in größeren Baukörpern, die nur über sehr geringe Freizeiteinrichtungen verfügen.
- Ferienparks, bestehend aus einem Hotel-, einem Appartement- und einem Bungalowteil oder aus Ferienhausgruppen mit 3–12 Wohnungen. Diese Parks verfügen mindestens über ein Geschäft und ein Restaurant sowie über ein größeres Angebot an Freizeit- und Unterhaltungseinrichtungen.
- Ferienparks der zweiten Generation, die in Bezug auf die Unterbringung den älteren Ferienparks entsprechen, jedoch über deutlich mehr Betten  (mindestens 1800 Betten) und ein reichhaltigeres Freizeit- und Unterhaltungsangebot verfügen. Im Zentrum besitzen sie meist ein subtropisches Badeparadies und eine Shopping Mall.

## Entwicklungsphasen
Bei der Entwicklung von Feriengroßprojekten in Deutschland können vier Phasen unterschieden werden.
- Vorläuferstadium bis 1968: Abgesehen von einem auf Rügen geplanten Ferienheim der NS-Organisation Kraft durch Freude, welches niemals fertiggestellt wurde, begann die Errichtung von Feriengroßprojekten in Deutschland erst in den 1950er Jahren. Die errichteten Projekte sind dem Typ Feriendörfer zuzurechnen. Die Bettenzahlen dieser Projekte lagen  meist unter 400 Betten und sie besaßen keine nennenswerten Freizeiteinrichtungen.
- Boomphase von 1969-1973: Insgesamt wurden 32 Großprojekte mit deutlich höheren Bettenkapazitäten realisiert. Neben vereinzelten Feriendörfern und Großhotels wurden in dieser Phase vor allem Appartementanlagen und Ferienparks der ersten Generation in Hochhausbauweise errichtet. Sie konzentrieren sich meist auf das einstige Zonenrandgebiet (Ostseeküste und Harz). Beispiele für in der Boomphase errichtete Feriengroßprojekte sind Damp2000 und Heiligenhafen.
- Folgestadium 1974-1989: Infolge der negativen Auswirkungen (Überkapazitäten und Landschaftsschäden), die durch die in der Boomphase realisierten Großprojekte verursacht worden waren, wurden in dieser Phase deutlich weniger (36 Projekte in 16 Jahren) und kleinere (nur ein Fünftel der Projekte hat über 1000 Betten) Projekte – meist Feriendörfer – errichtet. Schwerpunkte der Errichtung liegen in den Regionen Eifel und Nordhessen.
- Erneuerungsphase der 1990er: In dieser vorerst letzten Phase macht sich ein Trend zu wieder deutlich größeren Ferienprojekten mit weit über 1000 Betten bemerkbar. Die entstehenden Großprojekte sind zumeist den 'Ferienparks der zweiten Generation' zuzurechnen.

## Vertreter
- Center Parcs
- Landal GreenParks